# Brachysternus prasinus
El hardy kuschel   (nombres comunes que también se dan a Hylamorpha elegans), es una especie de coleóptero escarabeido de la subfamilia de los rutelinos que habita en Chile desde la región de Valparaíso hasta la de Magallanes, y en Argentina en la provincia del Neuquén y el departamento Río Grande.
De color verde, mide de 2,1 a 2,3 cm de largo y a veces se le confunde con el más pequeño y más claro Hylamorpha elegans; a veces también se le llama como a este simplemente sanjuán o pololo verde. Las patas son de color castaño claro con pelos blancos y con proyecciones espinosas. Vuela desde noviembre a febrero; las larvas se encuentran desde enero a noviembre y las pupas desde septiembre a noviembre.
Las larvas, curvadas ventralmente, son de color blanco y cabeza castaño oscuro, dura y con fuertes mandíbulas. El extremo posterior del abdomen es abultado y un poco más oscuro. Su largo oscila entre los 24 y los 27 mm. En su estadio larvario se alimenta de raíces y de adulto, de follaje (entre sus hospedantes figuran el coihue (Nothofagus dombeyi) y el ñirre (Nothofagus antarctica).
La pupa es parecida a la de Hylamorpha elegans.